# 日本社会心理学会
日本社会心理学会（にほんしゃかいしんりがっかい、英: The Japanese Society of Social Psychology）は、日本の社会心理学者・研究者・院生を対象とした学術組織である。当学会は、日本学術会議の協力学術研究団体である。

## 概要
1960年（昭和35年）創設。学会機関誌は『社会心理学研究』である。社会心理学を中心に、政治学や社会学などの隣接分野を専攻する者も含めた社会心理学分野全般に関心を持つ研究者を対象とした学会である。現正会員数は、約1700名。会長は、初代・築島謙三、2017年4月からは浦光博。

## 関連事項
- 社会心理学